# 광교 아이파크
광교 아이파크(영어: Gwanggyo IPARK)는 대한민국 경기도 수원시 영통구 원천동에 위치한 아파트다.

## 같이 보기
- 수원시의 마천루 목록